# Wilfried Schulz

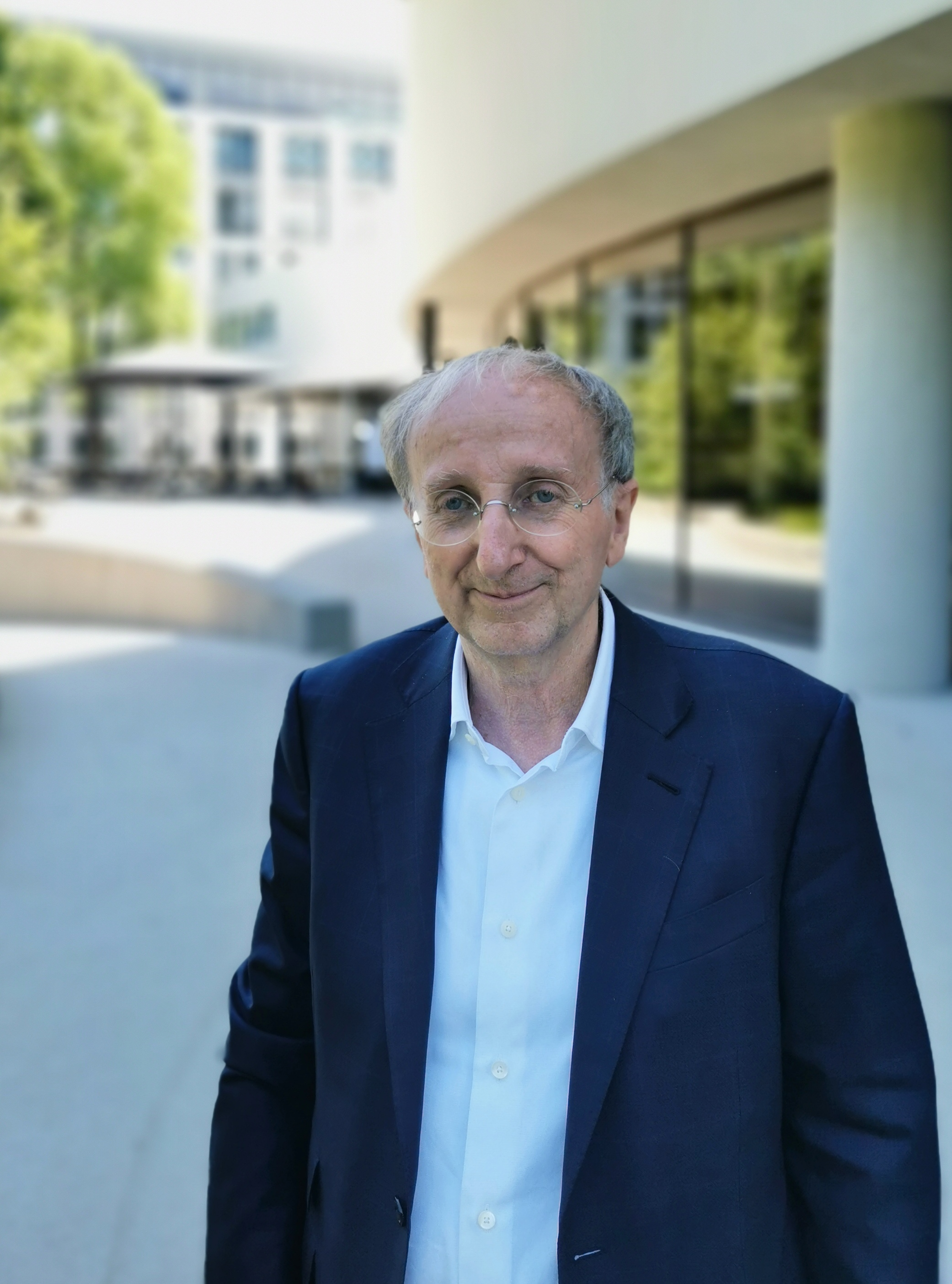
Wilfried Schulz (2021)

Wilfried Schulz (* 26. Mai 1952 in Falkensee) ist ein deutscher Dramaturg und Theaterintendant.

## Leben
Schulz studierte Theaterwissenschaft, Politikwissenschaft und Germanistik an der FU Berlin und der Sorbonne Nouvelle Paris.
Von 1976 bis 1981 arbeitete er als Hochschulassistent an der Hochschule der Künste Berlin, ehe er als Dramaturg zu Peter Stoltzenberg an das Theater der Stadt Heidelberg  ging, wo er an der Gründung des Heidelberger Stückemarktes mitwirkte. Von 1986 bis 1988 war er als Dramaturg am Staatstheater Stuttgart unter Intendant Ivan Nagel tätig.
Ab 1988 war Schulz Chefdramaturg am Theater Basel unter der Intendanz von Frank Baumbauer. Er folgte Baumbauer 1993 ans Deutsche Schauspielhaus Hamburg, wo er bis 2000 als Chefdramaturg vor allem mit Regisseuren wie Jossi Wieler, Cesare Lievi, Axel Manthey, Frank Castorf, Harald Clemen, Johann Kresnik, Matthias Hartmann, Karin Beier und Anselm Weber zusammenarbeitete. In dieser Zeit erhielt das Deutsche Schauspielhaus zahlreiche Einladungen zu Theatertreffen und -Festivals wie dem Berliner Theatertreffen, den Mülheimer Theatertagen und der Bonner Biennale und wurde zudem mehrfach zum Theater des Jahres gekürt. Von 2000 bis 2009 war Schulz Schauspiel-Intendant und Geschäftsführer des Niedersächsischen Staatstheaters Hannover.
Zwischen 2009 und 2016 war er Intendant am Staatsschauspiel Dresden, bevor er 2016 an das Düsseldorfer Schauspielhaus wechselte. Im September 2024 wurde bekanntgegeben, dass der Schweizer Andreas Karlaganis mit Beginn der Spielzeit 2026/27 die Nachfolge von Wilfried Schulz als Intendant am Schauspielhaus Düsseldorf antreten soll.
Schulz erhielt Lehraufträge an den Universitäten Basel und Hamburg und veröffentlichte eine Reihe von Publikationen zu Theaterthemen, unter anderem über das Theater von Christoph Schlingensief.

## Auszeichnungen
- 2021: Lessing-Preis des Freistaates Sachsen[7]